# Campeonato de Primera División 2003-04 (Argentina)
El Campeonato de Primera División 2003-04 fue la septuagésima cuarta temporada de la era profesional de la Primera División del fútbol argentino. Se jugó en dos etapas, el Torneo Apertura 2003 y el Torneo Clausura 2004, las que consagraron cada una a su propio campeón. Inició el 3 de agosto de 2003 y finalizó el 27 de junio de 2004.
Los nuevos participantes fueron los dos equipos ascendidos de la Primera B Nacional 2002-03: Atlético de Rafaela, que participó por primera vez de la máxima división, y Quilmes, que regresó a la categoría luego de once años.
El campeonato otorgó cinco cupos a la Copa Libertadores 2005 —dos de los cuales le correspondieron a los campeones de la temporada—, y seis a la Copa Sudamericana 2004.
Se produjeron también dos descensos por el sistema de promedios a la Primera B Nacional, y se determinaron además a los dos equipos que disputaron la promoción. 

## Ascensos y descensos
| Pos.          | Equipos ascendidos de la B Nacional 2002-03 |
| ------------- | ------------------------------------------- |
| 1.º Ap. y Cl. | Atlético de Rafaela                         |
| Gan. 2.º Asc. | Quilmes                                     |

| Prom. | Equipos descendidos en la temporada 2002-03 |
| ----- | ------------------------------------------- |
| 19.º  | Unión                                       |
| 20.º  | Huracán                                     |

## Sistema de disputa
Cada fase del campeonato fue un torneo independiente, llamados respectivamente Apertura y Clausura. Se jugaron en una sola rueda de todos contra todos, siendo la segunda las revanchas de la primera, y tuvieron su propio campeón.

## Equipos participantes
| Equipo              | Ciudad       | Estadio                            |
| ------------------- | ------------ | ---------------------------------- |
| Arsenal             | Sarandí      | Presidente Perón                   |
| Atlético de Rafaela | Rafaela      | Nuevo Monumental                   |
| Banfield            | Banfield     | Florencio Sola                     |
| Boca Juniors        | Buenos Aires | Alberto J. Armando                 |
| Chacarita Juniors   | Villa Maipú  | Chacarita Juniors                  |
| Colón               | Santa Fe     | Brigadier General Estanislao López |
| Estudiantes         | La Plata     | Jorge Luis Hirschi                 |
| Gimnasia y Esgrima  | La Plata     | Juan Carmelo Zerillo               |
| Independiente       | Avellaneda   | La Doble Visera                    |
| Lanús               | Lanús        | Ciudad de Lanús                    |
| Newell's Old Boys   | Rosario      | Coloso del Parque                  |
| Nueva Chicago       | Buenos Aires | Nueva Chicago José Amalfitani      |
| Olimpo              | Bahía Blanca | Roberto Natalio Carminatti         |
| Quilmes             | Quilmes      | Centenario Dr. José Luis Meiszner  |
| Racing Club         | Avellaneda   | Presidente Perón                   |
| River Plate         | Buenos Aires | Antonio Vespucio Liberti           |
| Rosario Central     | Rosario      | Gigante de Arroyito                |
| San Lorenzo         | Buenos Aires | Pedro Bidegain                     |
| Talleres            | Córdoba      | Chateau Carreras                   |
| Vélez Sarsfield     | Buenos Aires | José Amalfitani                    |

### Distribución geográfica de los equipos
| Región                                   | Cant. | Equipos                                                                           |
| ---------------------------------------- | ----- | --------------------------------------------------------------------------------- |
| Conurbano bonaerense                     | 7     | Arsenal, Banfield, Chacarita Juniors, Independiente, Lanús, Quilmes y Racing Club |
| Ciudad de Buenos Aires                   | 5     | Boca Juniors, Nueva Chicago, River Plate, San Lorenzo y Vélez Sarsfield           |
| Provincia de Santa Fe                    | 4     | Atlético de Rafaela, Colón, Newell's Old Boys y Rosario Central                   |
| Ciudad de La Plata                       | 2     | Estudiantes y Gimnasia y Esgrima                                                  |
| Interior de la provincia de Buenos Aires | 1     | Olimpo                                                                            |
| Provincia de Córdoba                     | 1     | Talleres                                                                          |

## Torneo Apertura

### Tabla de posiciones final
| Pos. | Equipo                  | Pts. | PJ | PG | PE | PP | GF | GC | Dif. |
| ---- | ----------------------- | ---- | -- | -- | -- | -- | -- | -- | ---- |
| 1.º  | Boca Juniors            | 39   | 19 | 11 | 6  | 2  | 31 | 11 | 20   |
| 2.º  | San Lorenzo             | 36   | 19 | 11 | 3  | 5  | 26 | 13 | 13   |
| 3.º  | Banfield                | 32   | 19 | 9  | 5  | 5  | 27 | 18 | 9    |
| 4.º  | Quilmes                 | 31   | 19 | 8  | 7  | 4  | 20 | 13 | 7    |
| 5.º  | Rosario Central         | 31   | 19 | 8  | 7  | 4  | 28 | 26 | 2    |
| 6.º  | Newell's Old Boys       | 29   | 19 | 7  | 8  | 4  | 27 | 20 | 7    |
| 7.º  | Arsenal                 | 26   | 19 | 6  | 8  | 5  | 18 | 16 | 2    |
| 8.º  | River Plate             | 26   | 19 | 7  | 5  | 7  | 23 | 24 | −1   |
| 9.º  | Colón                   | 24   | 19 | 5  | 9  | 5  | 23 | 24 | −1   |
| 10.º | Talleres (C)            | 24   | 19 | 6  | 6  | 7  | 27 | 30 | −3   |
| 11.º | Estudiantes (LP)        | 23   | 19 | 6  | 5  | 8  | 18 | 20 | −2   |
| 12.º | Racing Club             | 22   | 19 | 4  | 10 | 5  | 23 | 23 | 0    |
| 13.º | Lanús                   | 22   | 19 | 4  | 10 | 5  | 21 | 23 | −2   |
| 14.º | Independiente           | 22   | 19 | 5  | 7  | 7  | 15 | 19 | −4   |
| 15.º | Vélez Sarsfield         | 22   | 19 | 5  | 7  | 7  | 20 | 28 | −8   |
| 16.º | Chacarita Juniors       | 21   | 19 | 5  | 9  | 5  | 20 | 19 | 1    |
| 17.º | Gimnasia y Esgrima (LP) | 21   | 19 | 5  | 6  | 8  | 14 | 22 | −8   |
| 18.º | Olimpo                  | 20   | 19 | 5  | 5  | 9  | 17 | 23 | −6   |
| 19.º | Atlético de Rafaela     | 17   | 19 | 3  | 8  | 8  | 19 | 28 | −9   |
| 20.º | Nueva Chicago           | 11   | 19 | 2  | 5  | 12 | 14 | 31 | −17  |

| 1. |

## Torneo Clausura

### Tabla de posiciones final
| Pos. | Equipo                  | Pts. | PJ | PG | PE | PP | GF | GC | Dif. |
| ---- | ----------------------- | ---- | -- | -- | -- | -- | -- | -- | ---- |
| 1.º  | River Plate             | 40   | 19 | 12 | 4  | 3  | 41 | 21 | 20   |
| 2.º  | Boca Juniors            | 36   | 19 | 10 | 6  | 3  | 34 | 17 | 17   |
| 3.º  | Talleres (C)            | 35   | 19 | 10 | 5  | 4  | 30 | 19 | 11   |
| 4.º  | Banfield                | 32   | 19 | 9  | 5  | 5  | 27 | 17 | 10   |
| 5.º  | Vélez Sarsfield         | 31   | 19 | 9  | 4  | 6  | 31 | 21 | 10   |
| 6.º  | Quilmes                 | 29   | 19 | 7  | 8  | 4  | 21 | 16 | 5    |
| 7.º  | Arsenal                 | 29   | 19 | 7  | 8  | 4  | 21 | 22 | −1   |
| 8.º  | Racing Club             | 28   | 19 | 8  | 4  | 7  | 29 | 29 | 0    |
| 9.º  | San Lorenzo             | 26   | 19 | 6  | 8  | 5  | 18 | 16 | 2    |
| 10.º | Atlético de Rafaela     | 26   | 19 | 7  | 5  | 7  | 25 | 24 | 1    |
| 11.º | Colón                   | 25   | 19 | 7  | 4  | 8  | 20 | 26 | −6   |
| 12.º | Newell's Old Boys       | 22   | 19 | 4  | 10 | 5  | 28 | 25 | 3    |
| 13.º | Independiente           | 22   | 19 | 5  | 7  | 7  | 21 | 27 | −6   |
| 14.º | Estudiantes (LP)        | 21   | 19 | 5  | 6  | 8  | 19 | 29 | −10  |
| 15.º | Lanús                   | 20   | 19 | 5  | 5  | 9  | 21 | 27 | −6   |
| 16.º | Olimpo                  | 19   | 19 | 4  | 7  | 8  | 18 | 28 | −10  |
| 17.º | Gimnasia y Esgrima (LP) | 17   | 19 | 3  | 8  | 8  | 21 | 26 | −5   |
| 18.º | Nueva Chicago           | 17   | 19 | 2  | 11 | 6  | 18 | 27 | −9   |
| 19.º | Chacarita Juniors       | 17   | 19 | 3  | 8  | 8  | 21 | 34 | −13  |
| 20.º | Rosario Central         | 13   | 19 | 2  | 7  | 10 | 16 | 29 | −13  |

## Tabla de posiciones final del campeonato
Esta tabla fue utilizada como clasificatoria para la Copa Sudamericana 2004 y la Copa Libertadores 2005.

### Clasificación a la Copa Sudamericana 2004
Argentina tuvo 6 cupos en la Copa Sudamericana 2004: Boca Juniors y River Plate, como invitados de la Conmebol, y los 4 equipos mejor ubicados en esta tabla. 
| Pos. | Equipo                  | Pts. | PJ | PG | PE | PP | GF | GC | Dif. |
| ---- | ----------------------- | ---- | -- | -- | -- | -- | -- | -- | ---- |
| 1.º  | Boca Juniors            | 75   | 38 | 21 | 12 | 5  | 65 | 28 | 37   |
| 2.º  | River Plate             | 66   | 38 | 19 | 9  | 10 | 64 | 45 | 19   |
| 3.º  | Banfield                | 64   | 38 | 18 | 10 | 10 | 54 | 35 | 19   |
| 4.º  | San Lorenzo             | 62   | 38 | 17 | 11 | 10 | 44 | 29 | 15   |
| 5.º  | Quilmes                 | 60   | 38 | 15 | 15 | 8  | 41 | 29 | 12   |
| 6.º  | Talleres (C)            | 59   | 38 | 16 | 11 | 11 | 57 | 49 | 8    |
| 7.º  | Arsenal                 | 55   | 38 | 13 | 16 | 9  | 39 | 38 | 1    |
| 8.º  | Vélez Sarsfield         | 53   | 38 | 14 | 11 | 13 | 51 | 49 | 2    |
| 9.º  | Newell's Old Boys       | 51   | 38 | 11 | 18 | 9  | 55 | 45 | 10   |
| 10.º | Racing Club             | 50   | 38 | 12 | 14 | 12 | 52 | 52 | 0    |
| 11.º | Colón                   | 49   | 38 | 12 | 13 | 13 | 43 | 50 | −7   |
| 12.º | Independiente           | 44   | 38 | 10 | 14 | 14 | 36 | 46 | −10  |
| 13.º | Rosario Central         | 44   | 38 | 10 | 14 | 14 | 44 | 55 | −11  |
| 14.º | Estudiantes (LP)        | 44   | 38 | 11 | 11 | 16 | 37 | 49 | −12  |
| 15.º | Atlético de Rafaela     | 43   | 38 | 10 | 13 | 15 | 44 | 52 | −8   |
| 16.º | Lanús                   | 42   | 38 | 9  | 15 | 14 | 42 | 50 | −8   |
| 17.º | Olimpo                  | 39   | 38 | 9  | 12 | 17 | 35 | 51 | −16  |
| 18.º | Chacarita Juniors       | 38   | 38 | 8  | 17 | 13 | 41 | 53 | −12  |
| 19.º | Gimnasia y Esgrima (LP) | 38   | 38 | 8  | 14 | 16 | 35 | 48 | −13  |
| 20.º | Nueva Chicago           | 28   | 38 | 4  | 16 | 18 | 32 | 58 | −26  |

|  | Clasificados a la Copa Sudamericana 2004. |

| 1. 2. 3. |

### Clasificación a la Copa Libertadores 2005
Argentina tuvo 5 cupos en la Copa Libertadores 2005. Los 4 primeros, que clasificaron a la segunda fase, fueron para el campeón del Torneo Apertura 2003, el campeón del Torneo Clausura 2004, y los 2 equipos mejor ubicados en esta tabla. El cupo restante, que clasificó a la primera fase, fue para el tercero mejor ubicado de esta tabla.
| Pos. | Equipo                  | Pts. | PJ | PG | PE | PP | GF | GC | Dif. |
| ---- | ----------------------- | ---- | -- | -- | -- | -- | -- | -- | ---- |
| 1.º  | Boca Juniors            | 75   | 38 | 21 | 12 | 5  | 65 | 28 | 37   |
| 2.º  | River Plate             | 66   | 38 | 19 | 9  | 10 | 64 | 45 | 19   |
| 3.º  | Banfield                | 64   | 38 | 18 | 10 | 10 | 54 | 35 | 19   |
| 4.º  | San Lorenzo             | 62   | 38 | 17 | 11 | 10 | 44 | 29 | 15   |
| 5.º  | Quilmes                 | 60   | 38 | 15 | 15 | 8  | 41 | 29 | 12   |
| 6.º  | Talleres (C)            | 59   | 38 | 16 | 11 | 11 | 57 | 49 | 8    |
| 7.º  | Arsenal                 | 55   | 38 | 13 | 16 | 9  | 39 | 38 | 1    |
| 8.º  | Vélez Sarsfield         | 53   | 38 | 14 | 11 | 13 | 51 | 49 | 2    |
| 9.º  | Newell's Old Boys       | 51   | 38 | 11 | 18 | 9  | 55 | 45 | 10   |
| 10.º | Racing Club             | 50   | 38 | 12 | 14 | 12 | 52 | 52 | 0    |
| 11.º | Colón                   | 49   | 38 | 12 | 13 | 13 | 43 | 50 | −7   |
| 12.º | Independiente           | 44   | 38 | 10 | 14 | 14 | 36 | 46 | −10  |
| 13.º | Rosario Central         | 44   | 38 | 10 | 14 | 14 | 44 | 55 | −11  |
| 14.º | Estudiantes (LP)        | 44   | 38 | 11 | 11 | 16 | 37 | 49 | −12  |
| 15.º | Atlético de Rafaela     | 43   | 38 | 10 | 13 | 15 | 44 | 52 | −8   |
| 16.º | Lanús                   | 42   | 38 | 9  | 15 | 14 | 42 | 50 | −8   |
| 17.º | Olimpo                  | 39   | 38 | 9  | 12 | 17 | 35 | 51 | −16  |
| 18.º | Chacarita Juniors       | 38   | 38 | 8  | 17 | 13 | 41 | 53 | −12  |
| 19.º | Gimnasia y Esgrima (LP) | 38   | 38 | 8  | 14 | 16 | 35 | 48 | −13  |
| 20.º | Nueva Chicago           | 28   | 38 | 4  | 16 | 18 | 32 | 58 | −26  |

|  | Campeones de la temporada y clasificados a la segunda fase de la Copa Libertadores 2005. |
|  | Clasificados a la segunda fase de la Copa Libertadores 2005.                             |
|  | Clasificado a la primera fase de la Copa Libertadores 2005.                              |

| 1. 2. 3. |

## Tabla de descenso
| Pos. | Equipo                  | Promedio | 2001-02 | 2002-03 | 2003-04 | Total | PJ  |
| ---- | ----------------------- | -------- | ------- | ------- | ------- | ----- | --- |
| 1.º  | River Plate             | 2,008    | 84      | 79      | 66      | 229   | 114 |
| 2.º  | Boca Juniors            | 1,947    | 68      | 79      | 75      | 222   | 114 |
| 3.º  | Quilmes                 | 1,578    | –       | –       | 60      | 60    | 38  |
| 4.º  | San Lorenzo             | 1,535    | 57      | 56      | 62      | 175   | 114 |
| 5.º  | Racing Club             | 1,526    | 71      | 53      | 50      | 174   | 114 |
| 6.º  | Vélez Sarsfield         | 1,464    | 48      | 66      | 53      | 167   | 114 |
| 7.º  | Colón                   | 1,421    | 56      | 57      | 49      | 162   | 114 |
| 8.º  | Banfield                | 1,403    | 48      | 48      | 64      | 160   | 114 |
| 9.º  | Arsenal                 | 1,368    | –       | 49      | 55      | 104   | 76  |
| 10.º | Newell's Old Boys       | 1,324    | 51      | 49      | 51      | 151   | 114 |
| 11.º | Gimnasia y Esgrima (LP) | 1,298    | 64      | 46      | 38      | 148   | 114 |
| 12.º | Independiente           | 1,280    | 41      | 61      | 44      | 146   | 114 |
| 13.º | Rosario Central         | 1,280    | 40      | 62      | 44      | 146   | 114 |
| 14.º | Lanús                   | 1,263    | 51      | 51      | 42      | 144   | 114 |
| 15.º | Estudiantes (LP)        | 1,236    | 54      | 43      | 44      | 141   | 114 |
| 16.º | Olimpo                  | 1,184    | –       | 51      | 39      | 90    | 76  |
| 17.º | Talleres (C)            | 1,166    | 30      | 44      | 59      | 133   | 114 |
| 18.º | Atlético de Rafaela     | 1,131    | –       | –       | 43      | 43    | 38  |
| 19.º | Chacarita Juniors       | 1,105    | 47      | 41      | 38      | 126   | 114 |
| 20.º | Nueva Chicago           | 1,026    | 48      | 41      | 28      | 117   | 114 |

|  | Jugaron una promoción con dos equipos de la Primera B Nacional. |
|  | Descendieron a la Primera B Nacional.                           |

## Promociones
| Huracán (TA)                                                     | 2 - 1 | Atlético de Rafaela | José María Minella | 30 de junio | 15:00 |
| Atlético de Rafaela                                              | 2 - 3 | Huracán (TA)        | Nuevo Monumental   | 4 de julio  | 18:00 |
| Huracán (TA) ascendió a Primera División con un global de 5 - 3. |       |                     |                    |             |       |

| Argentinos Juniors                                                     | 2 - 1 | Talleres (C)       | Diego Armando Maradona | 1 de julio | 15:00 |
| Talleres (C)                                                           | 1 - 2 | Argentinos Juniors | Chateau Carreras       | 4 de julio | 19:00 |
| Argentinos Juniors ascendió a Primera División con un global de 4 - 2. |       |                    |                        |            |       |

## Descensos y ascensos
Por primera vez en la historia de la Primera División de Argentina, al finalizar la temporada se produjo el descenso de cuatro equipos, ya que Chacarita Juniors y Nueva Chicago descendieron directamente a la Primera B Nacional, mientras que Atlético de Rafaela y Talleres (C) fueron derrotados en sus respectivas promociones y también perdieron la categoría. Ocuparon su lugar en la temporada 2004-05 los clubes Instituto, campeón de la Primera B Nacional 2003-04, Almagro, ganador de la final por el segundo ascenso, y Huracán (TA) y Argentinos Juniors, vencedores de las promociones.